# Höskuldsey
Höskuldsey är en ö i republiken Island.   Den ligger i regionen Västlandet, i den västra delen av landet, 120 km nordväst om huvudstaden Reykjavík. Arean är 0,15 kvadratkilometer.
Terrängen på Höskuldsey är mycket platt. Öns högsta punkt är 8 meter över havet. Den sträcker sig 0,6 kilometer i nord-sydlig riktning, och 0,4 kilometer i öst-västlig riktning.